# Spektroskopie

Lineární viditelné spektrum

Spektroskopie je fyzikální obor, který se zabývá studiem interakce světla s látkou, tedy elektromagnetického záření se vzorkem. Jejím cílem je získat optické spektrum, tedy závislost intenzity látkou absorbovaného, odraženého, emitovaného nebo rozptýleného záření na vlnové délce.

## Historie

Animace rozkladu světla pomocí optického hranolu.

Zakladatelem spektroskopie je Jan Marek Marci a po něm sir Isaac Newton, který pomocí optického hranolu objevil monochromatické světlo. Také si všiml, že čím čistější monochromatické světlo získává, tím slabší je jeho intenzita. Tuto skutečnost překonaly až lasery a synchrotrony. První spektrometr vytvořili Kirchhoff a Bunsen v roce 1860.

## Základní pojmy

### Absorpce a emise záření

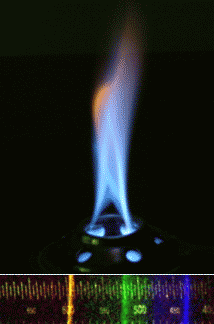
Lihový plamen a jeho spektrum

Interakce záření s hmotou může nastat několika způsoby. Atom nebo molekula mohou záření pohltit (absorpce), naopak energii uvolnit ve formě záření (emise) nebo mohou záření pohltit a po čase jej opět emitovat (fluorescence a fosforescence).

### Vlnová délka záření
Základní fyzikální vlastností látek je, že pohlcují záření určitých vlnových délek. Absorbované nebo emitované spektrum pak není spojité, ale skládá se z mnoha linií (čar nebo pásů), které jsou pro každou látku specifické. Neexistují dvě chemicky odlišné látky, které by měly stejné absorpční nebo emisní spektrum. V plynné fázi mají spektra atomů podobu separovaných linií, v případě molekul sdružených do pásů. V kapalné a pevné fázi pozorujeme spektra pásová.
Ve vzdálené infračervené oblasti odpovídá každá linie spektra změně rotace molekuly. Ve střední a blízké infračervené oblasti odpovídá každá linie spektra změně vibrace a rotace molekuly. Ve viditelné a ultrafialové oblasti spekter dochází k přeskokům elektronů mezi orbitaly různých energií ve vnějších slupkách atomových nebo molekulových orbitalů. V oblasti rentgenového záření dochází ke změnám ve vnitřních slupkách atomů. Ionizující záření gama vede k přeskokům jaderných částic mezi jednotlivými energetickými hladinami jádra.
Se zkracující se vlnovou délkou záření se zvyšuje jeho energie a také účinek záření na atomy a molekuly. Zatímco radiové vlny svým dopadem ovlivní jen orientaci jaderného spinu a účinek na molekulu je téměř nulový, tak gama záření je schopno zničit i atomová jádra.
| Typ záření               | Vlnočet (cm−1) | Frekvence             | Energie (kJ/mol) | Interakce s hmotou       |
| ------------------------ | -------------- | --------------------- | ---------------- | ------------------------ |
| Záření gama (γ)          | 108 – 1010     | 3×1018 Hz – 3×1020 Hz | 106 – 108        | Rozpady atomových jader  |
| Rentgenové záření (RTG)  | 106 – 108      | 3×1016 Hz – 3×1018 Hz | 104 – 106        | Ionizace                 |
| Ultrafialové záření (UV) | 104 – 106      | 3×1014 Hz – 3×1016 Hz | 100 – 104        | Přechody elektronů       |
| Viditelné záření (VIS)   | 100 – 104      | 3×1012 Hz – 3×1014 Hz | 1 – 100          | Přechody elektronů       |
| Infračervené záření (IR) | 1 – 100        | 30 GHz – 3×1012       | 0,01 – 1         | Vibrace molekul          |
| Mikrovlnné záření (MW)   | 0,01 – 1       | 300 MHz – 30 GHz      | 10−4 – 0,01      | Rotace molekul           |
| Rádiové záření (LW)      | 10−4 – 0,01    | 3 MHz – 300 MHz       | 10−6 – 10−4      | Přechody jaderného spinu |

## Aplikace
- Elektromagnetická spektroskopie – měření intenzity elektromagnetického záření v závislosti na frekvenci nebo vlnové délce. Do této oblasti spadá řada spektrálních oblastí a měřicích technik.
- Ramanova spektroskopie - měření spektra elektromagnetického záření rozptýleného díky Ramanově jevu (neelastický rozptyl). Rozptýlené záření má mírně odlišnou vlnovou délku než záření dopadající, neboť část energie se spotřebuje na vibračních přechodech molekuly. Tato spektroskopická technika poskytuje informace o struktuře a prostorovém uspořádání molekuly.
- Spektrometrie s Fourierovou transformací je založena na matematické transformaci interferogramu (závislosti intenzity signálu na dráhovém rozdílu paprsků) získaného detekcí signálu vystupujícího z interferometru. Interferující paprsky putují přes kyvetu se vzorkem. Spektrometry Fourierova typu jsou v současné době poměrně hodně rozšířeny.
- Infračervená spektroskopie (Zeslabený úplný odraz)
- UV/VIS spektroskopie
- Atomová absorpční spektroskopie
- Rentgenová fluorescence
- NMR spektroskopie využívající jaderné magnetické rezonance – určuje rozložení atomů v okolí jader s nenulovým jaderným spinem (1H, 13C, 31P, …)
- Elektronová paramagnetická rezonance – měření částic obsahujících nepárové elektrony.
- Analytická chemie a forenzní chemie - využívají RTG záření, případně UV/VIS nebo IR spektroskopii.
- Fluorescence - používá se například k zobrazování otisků a také k DNA značení při hledání otcovství.